# Gemma Claudia
La Gemma Claudia est un antique camée romain constitué de cinq couches d'onyx daté de l'an 49 de notre ère. Plus tard, il a fait partie des collections des Habsbourg, et est actuellement exposé au Kunsthistoriches Museum, à Vienne (Inv. Pas de. IX, 63). Il mesure 12 cm de haut et est entouré d'un encadrement en or.

## Description
La Gemma Claudia représente quatre cornes d'abondance entrecroisées, avec entre un aigle aux ailes déployées. Des cornes surgissent les quatre portraits, deux de chaque côté, chaque couple faisant face à l'autre. Les hommes portent des couronnes en feuilles de chêne, une femme porte une couronne d'épis de blé et de pavots surmontée d'une couronne crénelée, l'autre une couronne de laurier posée sur un casque.
L'artiste, inconnu, a sculpté l'œuvre en alternant cinq couches de pierre successivement sombres et claires, avec une grande virtuosité. Il aboutit à une augmentation de la transparence de la matière, par la découpe de couches très minces (minimum 2 mm).

## Interprétation
Sur la gauche, l'empereur Claude est reconnu de façon unanime, d'après son profil sur les monnaies. Âgé d'environ soixante ans, on retrouve son portrait au menton épais, avec des rides sur le front et autour de la bouche. À ses côtés, très vraisemblablement, sa nouvelle épouse Agrippine est représentée en Cybèle, la déesse de la fertilité couronnée d'épis et de pavots. 
Plusieurs interprétations sont discutées pour le couple en face d'eux, avec des arguments dynastiques : ce pourrait être Britannicus et Octavie, les enfants de Claude et Messaline, ou bien Drusus et Antonia la Jeune, les parents de Claude. À partir de 1886, on admet que ce sont les parents d'Agrippine, Germanicus (frère de Claude) et Agrippine l'Aînée. Toutefois d'autres couples sont envisagés : Tibère et Livie, grand-mère de Claude, ou encore Auguste et Livie, le couple fondateur du principat, tandis qu'en 1936 Fuchs réaffirme l'hypothèse Germanicus-Agrippine l'Aînée,. La description prudente dans l'ouvrage d'Hélène Guiraud  donnée pour ce camée « l'empereur Claude et trois membres de sa famille » traduit bien la difficulté d'interprétation ,.
La date proposée de 49 est située peu de temps après le mariage de Claude et d' Agrippine en janvier 49, et il est possible qu'il s'agisse d'un cadeau de mariage officiel pour le couple impérial.